# Poronia
Poronia is een geslacht van schimmels dat behoort tot de familie Xylariaceae. De typesoort is Poronia gleditschii.

## Soorten
Volgens Index Fungorum telt het geslacht negen soorten (peildatum januari 2023):
| Soortnaam                                | Auteur(s)                                                              | Publicatiejaar |
| ---------------------------------------- | ---------------------------------------------------------------------- | -------------- |
| Poronia australiensis                    | (Læssøe, C.A. Pearce & K.D. Hyde) J.D. Rogers, Y.M. Ju & F. San Martín | 1998           |
| Poronia erici (Kleine speldenprikzwam)   | Lohmeyer & Benkert                                                     | 1988           |
| Poronia gleditschii                      | Willd.                                                                 | 1787           |
| Poronia indica                           | S. Ahmad                                                               | 1946           |
| Poronia ingii                            | (J.D. Rogers & LLæssøe) J.D. Rogers, Y.M. Ju & F. San Martín           | 1998           |
| Poronia johorensis                       | (Morgan-Jones & Lim) Morgan-Jones                                      | 1973           |
| Poronia oedipus                          | (Mont.) Mont.                                                          | 1856           |
| Poronia punctata (Grote speldenprikzwam) | (L.) Fr.                                                               | 1849           |
| Poronia radicata                         | Hembrom, A. Parihar & K. Das                                           | 2013           |